# ヒンドゥータシュ峠

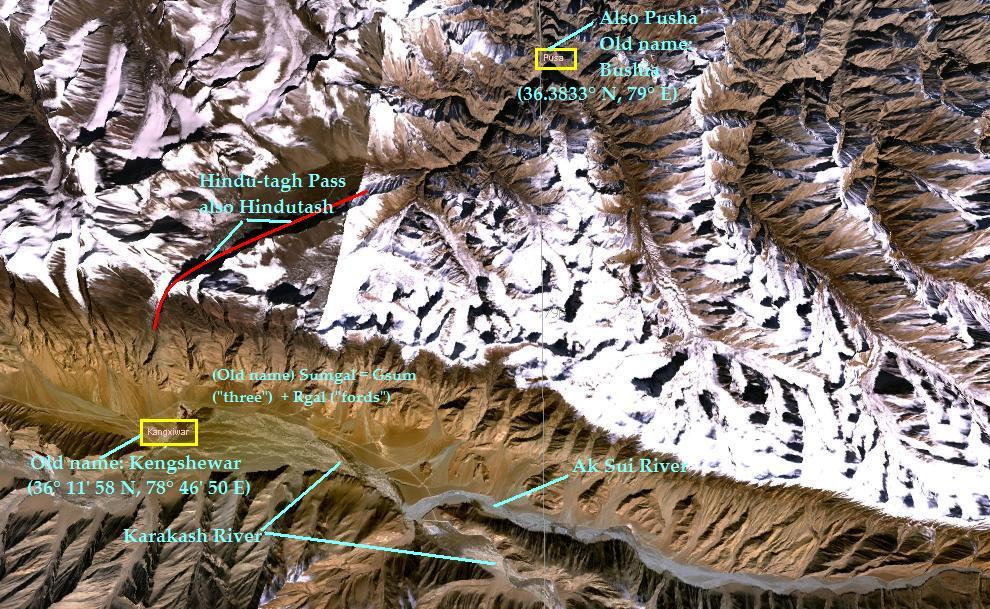
NASAの写真：ヒンドゥータシュ峠（Hindu-tagh Pass）近辺

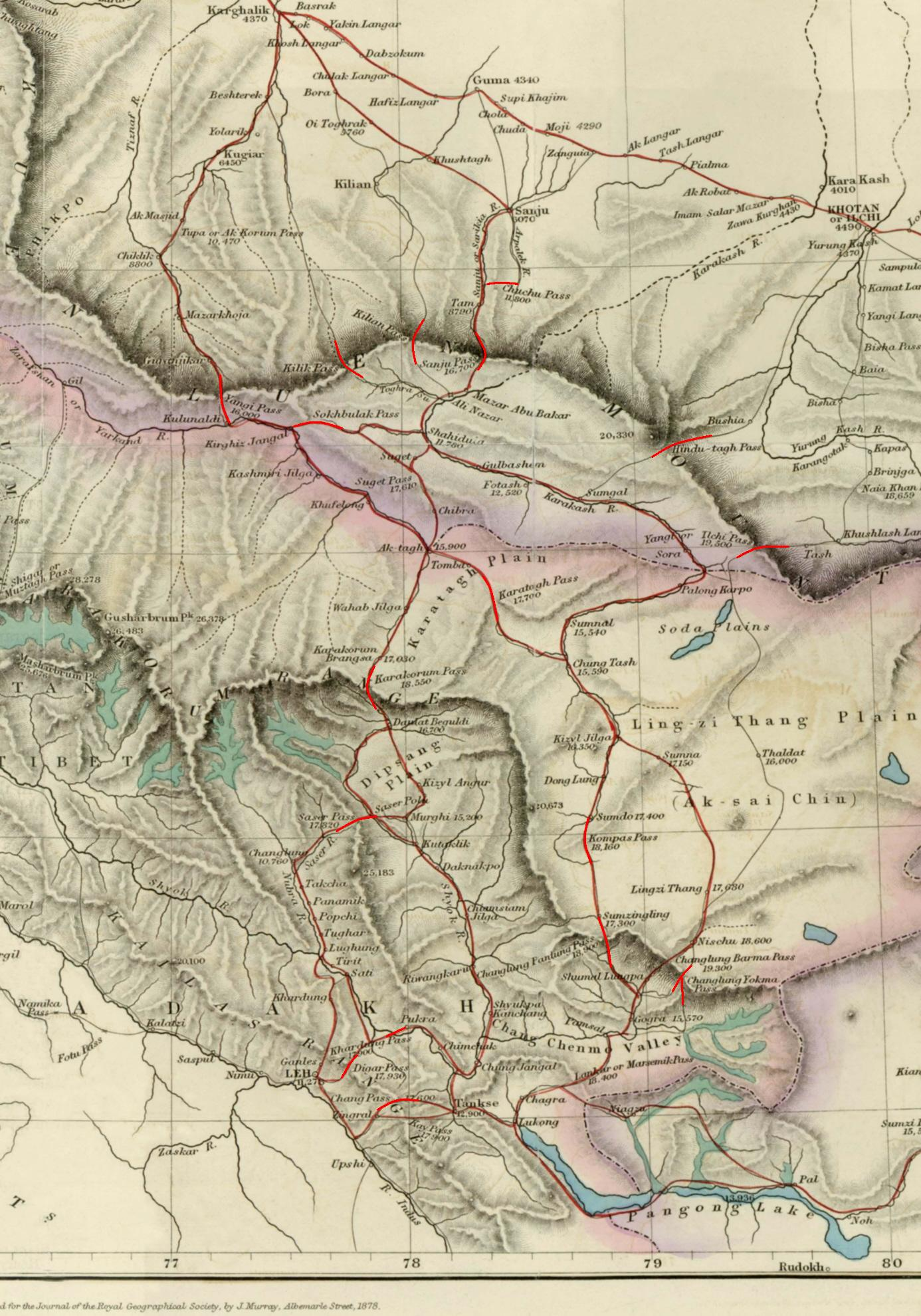
古地図（1873年）に、サンジュ峠やヒンドゥータシュ峠（Hindutagh-pass）超えでカラカシュ川へ至る道を見る

ヒンドゥータシュ峠（ヒンドゥータシュとうげ、英語: Hindutash Pass）は、中華人民共和国新疆ウイグル自治区西部にある歴史的な峠である。崑崙山脈を横断し、カラカシュ川（黒玉川）渓谷にあるカンシワ（康西瓦）とプシャダリヤ川渓谷にあるプシャ村（普夏村）を結んでいる。また、G580国道が峠超えをトンネルでホータン市へもつながる予定。

## 参照項目
- アクサイチン
- 崑崙山脈
- 黒玉河 (カラカシュ川)
- G219国道 (新蔵道路)